# Olympique Gymnaste Club de Nice 1966-1967
Questa voce raccoglie le informazioni riguardanti l'Olympique Gymnaste Club de Nice nelle competizioni ufficiali della stagione 1966-1967.

## Maglie
| Manica sinistra · Manica sinistra · Maglietta · Maglietta · Manica destra · Manica destra · Pantaloncini · Calzettoni |

## Rosa
| N. |                      | Ruolo | Calciatore            |
| -- | -------------------- | ----- | --------------------- |
|    | Francia (bandiera)   | P     | Marcel Aubour         |
|    | Francia (bandiera)   | P     | Louis Ferry           |
|    | Francia (bandiera)   | P     | Charly Marchetti      |
|    | Francia (bandiera)   | D     | Gérard Albert         |
|    | Argentina (bandiera) | D     | Juan Carlos Auzoberry |
|    | Francia (bandiera)   | D     | Jean Borelli          |
|    | Francia (bandiera)   | D     | Guy Cauvin            |
|    | Francia (bandiera)   | D     | Francis Isnard        |
|    | Francia (bandiera)   | D     | Bruno Rodzik          |
|    | Francia (bandiera)   | D     | Maurice Serrus        |
|    | Belgio (bandiera)    | D     | Joseph van Mol        |
|    | Francia (bandiera)   | C     | Daniel Cerutti        |

| N. |                      | Ruolo | Calciatore          |
| -- | -------------------- | ----- | ------------------- |
|    | Francia (bandiera)   | C     | Yvon Giner          |
|    | Francia (bandiera)   | C     | Roger Jouve         |
|    | Francia (bandiera)   | C     | Sylvain Léandri     |
|    | Francia (bandiera)   | C     | Gérard Segarra      |
|    | Argentina (bandiera) | A     | Horacio Barrionuevo |
|    | Francia (bandiera)   | A     | André Cristol       |
|    | Francia (bandiera)   | A     | René Fioroni        |
|    | Francia (bandiera)   | A     | Arnoldo Granella    |
|    | Francia (bandiera)   | A     | Elie Lions          |
|    | Francia (bandiera)   | A     | Charly Loubet       |
|    | Argentina (bandiera) | A     | Rafael Santos       |
|    | Francia (bandiera)   | A     | Jean-Pierre Serra   |

## Risultati

### Coppa delle Fiere
| Arbitro: | Monti |

|                       |           |                    |
| Santos 66’ Loubet 80’ | Marcatori | 42’, 55’ Simonsson |

| Arbitro: | Malka |

|                           |           |                 |
| Simonsson 52’ Hansson 57’ | Marcatori | 83’ Barrionuevo |